# New Orleans Saints
New Orleans Saints este un club profesionist de fotbal american din New Orleans care face parte din Divizia de Sud a National Football Conference (NFC) în National Football League (NFL).
Din 1975, echipa își joacă meciurile de acasă la Caesars Superdome după ce a folosit Stadionul Tulane în primele opt sezoane. Fondată de John W. Mecom Jr., David Dixon și orașul New Orleans la 1 noiembrie 1966, Saints s-a alăturat NFL ca o echipă de expansiune în 1967.
Saints a avut perioade mediocre în primele decenii, bifând 20 de sezoane consecutive fără a avea un bilanț pozitiv în sezonul regulat sau de a se califica în playoff. Abia în sezonul 1987 au înregistrat primul an cu mai multe victorii decât înfrângeri și au ajuns în premieră în playoff. Iar prima lor victorie în playoff a venit abia în 2000, al 34-lea sezon al francizei.
Situația echipei s-a îmbunătățit în secolul XXI, în special la sfârșitul anilor 2000 și 2010, când au devenit o prezență constantă în playoff. Cel mai mare succes al lor de până acum a venit în sezonul 2009, când au câștigat Super Bowl XLIV în fața favoriților Indianapolis Colts, prima și singura apariție a echipei la Super Bowl până acum. Saints, împreună cu New York Jets, sunt una dintre cele două francize NFL care au câștigat singura lor apariție la Super Bowl.